# Fédération suisse de baseball et softball
La Fédération suisse de baseball et softball (FSBS) est la fédération sportive qui gère le baseball et le softball en suisse. Fondée le 26 juillet 1981, elle est reconnue par la Fédération internationale de baseball et la Fédération internationale de softball.

## Nom
Elle a été constituée sous la dénomination « Fédération suisse de baseball et softball » (FSBS), « Schweizerischer Baseball und Softballverband » (SBSV), « Federazione Svizzera di Baseball e Softball » (FSBS) et « Swiss Baseball and Softball Federation » (SBSF), conformément à l’article 60 et suivants du Code civil suisse (CC). La FSBS est neutre du point de vue politique et confessionnel.
- Abréviation : FSBS
- En allemand : SBSV
- En italien : FSBS
- En anglais : SBSF

## Objectif
- La FSBS est l’organisme faîtier qui coordonne l’ensemble des fédérations, associations et organisations consacrées dans toute l’acceptation du terme au baseball et au softball en Suisse.
- La FSBS soutient et coordonne à travers toute la Suisse les intérêts de ses membres et les représente auprès du public, des autorités, de Swiss Olympic et des autres organisations nationales et internationales.
- La FSBS représente les intérêts de ses membres auprès de la Confédération européenne de baseball (CEB), de la Fédération internationale de baseball (IBAF), de la Fédération européenne de softball (ESF) et de la Fédération internationale de softball (ISF).
- La FSBS coordonne et promeut la formation de base et la formation complémentaire de l’ensemble des joueurs de baseball et de softball.
- L’encouragement des jeunes talents revêt une dimension particulièrement importante.
- L’objectif principal de la FSBS est la promotion, le développement et la réglementation du baseball et du softball en Suisse. Elle vise à promouvoir et soutenir le baseball et le softball de compétition en Suisse, et prend l’ensemble des mesures nécessaires en vue de l’organisation cohérente et de la réalisation irréprochable, sur le plan sportif, de compétitions sportives.

## Équipes nationales
La FSBS possède quatre équipes nationales qui représentent la Suisse lors des compétitions internationales :
- Senior baseball
- Junior baseball
- Cadet baseball
- Senior softball

## Compétitions nationales
La plus haute division du baseball suisse est le Championnat de Suisse de Baseball dit Ligue Nationale A où 8 équipes se disputent le titre de Champion de Suisse. La Ligue Nationale B (6 équipes) est la deuxième division et la 1. Liga la troisième division.
La 1. Liga où 1re Ligue se décompose comme suit :
- baseball
  - senior : trois groupes régionaux  :
    - Ouest : composé de 6 équipes
    - Est : composé de 6 équipes
    - Central : composé de 5 équipes

  - Junior
  - Cadet
  - Juvénile
- softball

## Fonctionnement
Les commissions/départements sont les unités administratives responsables du baseball ou du softball suisse. Il existe au sein de la FSBS cinq commissions/départements permanents sous l’autorité du comité de direction :
- Commission technique pour le baseball (CT baseball) ;
- Commission technique pour le softball (CT softball) ;
- Commission d’arbitrage (CA) ;
- Commission de formation (CF) ;
- Promotion du sport de compétition (PSC).

Le comité de direction de la FSBS se compose des responsables de commission et des départements suivants :
- Présidence
- Finance et administration
- Marketing et Communication

Le comité de direction peut faire intervenir des groupes de travail temporaires pour certaines tâches.